# Лорі Г'юз
Лоуренс «Лорі» Г'юз (англ. Lawrence "Laurie" Hughes; 2 березня 1924, Ліверпуль — 9 вересня 2011, Ліверпуль) — англійський футболіст, що грав на позиції захисника, зокрема, за клуб «Ліверпуль», а також національну збірну Англії.
Чемпіон Англії у складі «Ліверпуля».

## Клубна кар'єра
Народився 2 березня 1924 року в місті Ліверпуль. Вихованець футбольної школи клубу «Транмер Роверз».
У дорослому футболі дебютував 1943 року виступами за команду «Ліверпуль», кольори якої і захищав протягом усієї своєї кар'єри гравця, що тривала цілих вісімнадцять років. За цей час виборов титул чемпіона Англії.

## Виступи за збірні
1950 року провів 1 матч у складі другої збірної Англії.
Того ж року дебютував в офіційних матчах у складі національної збірної Англії. Протягом кар'єри у національній команді провів у її формі 3 матчі і всі вони припали на чемпіонаті світу 1950 року у Бразилії, де зіграв з Чилі (2-0), США (0-1) і з Іспанією (0-1).
| Дата      | Місто          | Господарі | Результат | Гості   | Турнір             | Голи | Примітки |
| --------- | -------------- | --------- | --------- | ------- | ------------------ | ---- | -------- |
| 25-6-1950 | Ріо-де-Жанейро | Англія    | 2 – 0     | Чилі    | ЧС 1950 - 1-й етап | -    |          |
| 29-6-1950 | Белу-Оризонті  | Англія    | 0 – 1     | США     | ЧС 1950 - 1-й етап | -    |          |
| 2-7-1950  | Ріо-де-Жанейро | Англія    | 0 – 1     | Іспанія | ЧС 1950 - 1-й етап | -    |          |
| Усього    |                | Матчів    | 3         |         | Голів              | 0    |          |

Помер 9 вересня 2011 року на 88-му році життя у місті Ліверпуль.

## Титули і досягнення
- Чемпіон Англії (1):

«Ліверпуль»: 1946–1947
- Володар Суперкубка Англії (1):

Збірна Англії:  1950